# Miss Hawaï USA
 (novembre 2016).

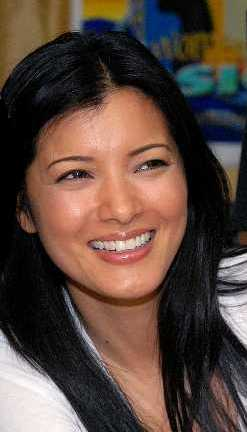
Kelly Hu at Camp As Sayliyah in Qatar, 2008.

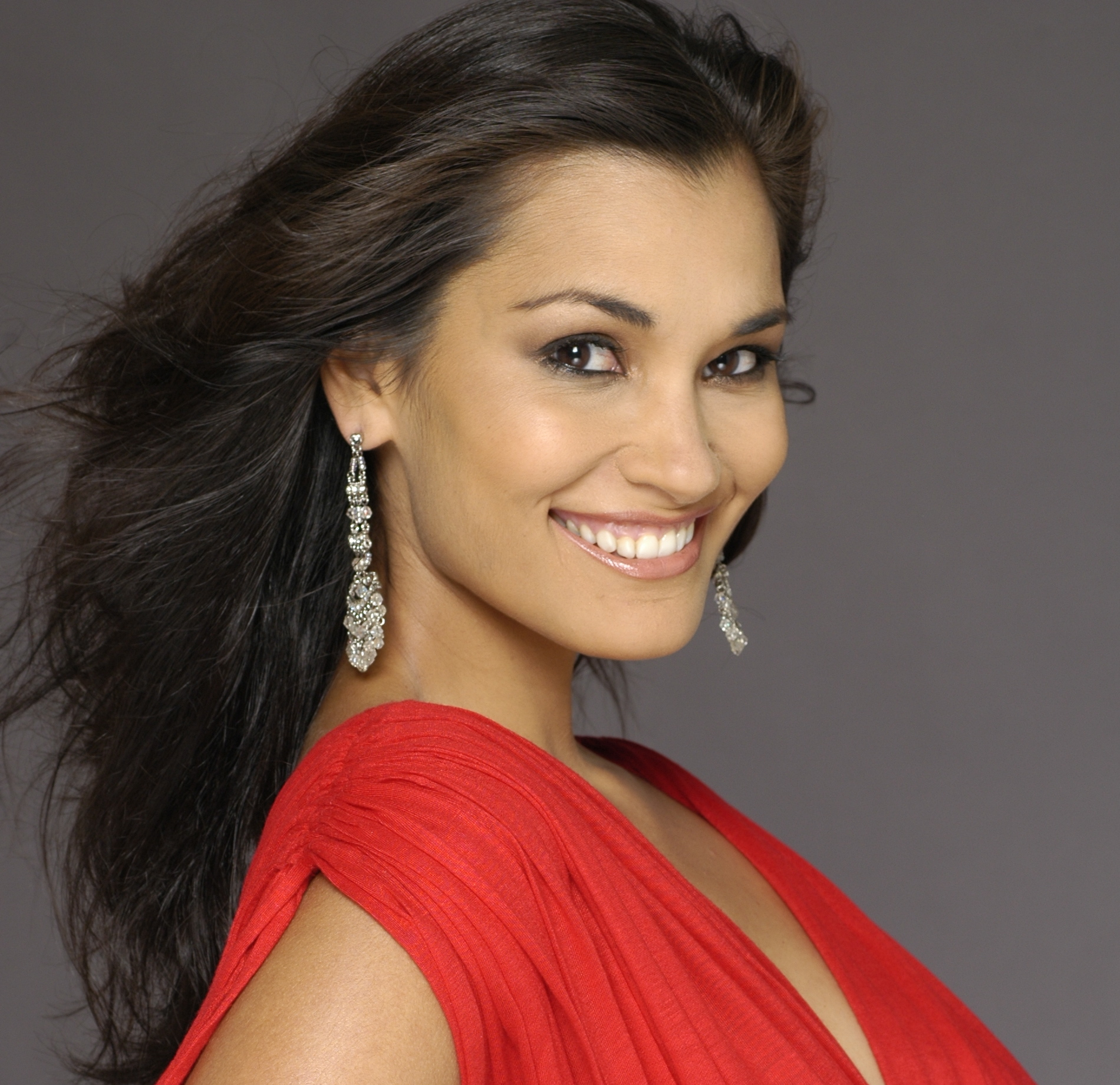
Brook Lee, Miss Hawaï USA 1997, Miss USA 1997 et Miss Univers 1997

Miss Hawaï USA, est un concours de beauté féminin, réservé aux jeunes femmes âgées de 17 à 27 ans, domiciliées sur l’île d'Hawaï, l'élection est qualificative pour Miss USA.
Brook Lee est la dernière Miss Hawaï USA à avoir remporté le titre de Miss USA.

## Titres
| Année | Nom                      | Domicile                     | Âge             | Classement à Miss USA                       | Prix spéciaux à Miss USA                 | Notes |
| ----- | ------------------------ | ---------------------------- | --------------- | ------------------------------------------- | ---------------------------------------- | --- |
| 2025  | Issha Rose Mata          | Hilo                         | 29              |                                             |                                          | |
| 2024  | Breea Yamat              | Oahu                         | 27              | Top 10                                      |                                          | Soeur de Kiana Yamat, Miss Hawaii USA 2022 |
| 2023  | Savannah Gankiewicz      | Wailea                       | 27              | 1re dauphine Miss USA 2023                  |                                          | Meilleur costume d'État et meilleur entretien, devient Miss USA 2023, à la suite de la démission de Noelia Voigt en mai 2024. |
| 2022  | Kiana Yamat              | Honolulu                     | 28              |                                             |                                          | Soeur de Breea Yamat, Miss Hawaii USA 2024 |
| 2021  | Allison Chu              | Honolulu                     | 26              |                                             |                                          | |
| 2020  | Samantha Neyland         | Honolulu                     | 24              | Top 10                                      |                                          | |
| 2019  | Lacie Choy               | Honolulu                     | 20              | Top 15                                      |                                          | |
| 2018  | Julianne Chu             | Honolulu                     | 26              |                                             |                                          | Participation à Miss Hawaii Teen USA 2010 |
| 2017  | Julie Kuo                | Honolulu                     | 20              |                                             |                                          | |
| 2016  | Chelsea Hardin           | Honolulu                     | 24              | 1re dauphine                                |                                          | |
| 2015  | Emma Wo                  | Honolulu                     | 25              | Top 11                                      |                                          | |
| 2014  | Moani Hara               | Manoa                        | 24              |                                             |                                          | Participation à Miss Hawaii's Outstanding Teen (en) 2007 |
| 2013  | Brianna Acosta           | Waialua                      | 21              |                                             |                                          | |
| 2012  | Brandie Cazimero         | Hawaii Kai                   | 26              |                                             |                                          | |
| 2011  | Angela Byrd              | Honolulu                     | 23              | Top 8 finaliste                             |                                          | |
| 2010  | Renee Mokihana Nobriga   | Pupukea                      | 25              |                                             |                                          | |
| 2009  | Aureana Tseu             | Née aux Philippines Mililani | 25              |                                             |                                          | Participation à Miss Hawaii Teen USA 1999 |
| 2008  | Jonelle Layfield         | Kane'ohe                     | 22              |                                             |                                          | Sœur d'Ashley Layfield, Miss Hawaï 2007 |
| 2007  | Chanel Wise              | Honolulu                     | 21              | Top 10 finaliste (8e place)                 |                                          | |
| 2006  | Radasha Ho'ohuli         | Nanakuli                     | 26              |                                             |                                          | Représente Hawaï à Miss Monde 2001 |
| 2005  | Jennifer Fairbank        | Honolulu                     | 25              |                                             |                                          | |
| 2004  | Justine Michioka         | Kapaa                        | 22              |                                             |                                          | Sœur d'Alicia Michioka. |
| 2003  | Alicia Michioka          | Kapaa                        | 24              | Top 10 finaliste                            |                                          | Mademoiselle Hawaï America 2010. |
| 2002  | Juliet Lighter           | Honolulu                     | 26              |                                             |                                          | |
| 2001  | Christy Leonard          | Lahaina                      | 22              |                                             |                                          | |
| 2000  | Michelle Kaplan          | Kona                         | 23              |                                             | Miss Congeniality                        | |
| 1999  | Trini-Ann Kaopuiki       | Honolulu                     | 26              |                                             |                                          | Participation à Miss Hawaii Teen USA 1991 |
| 1998  | Tiffini Hercules         | Kailua                       |                 |                                             |                                          | |
| 1997  | Leslie-Ann Lum           | Honolulu                     | 26              | did not compete                             | did not compete                          | Succeeded Brook Lee as Miss Hawaii USA 1997 when Lee was crowned Miss USA 1997. Previously Miss Hawaii Teen USA 1987 |
| 1997  | Brook Mahealani Lee      | Pearl City                   | 26              | Miss USA 1997                               |                                          | Miss Univers 1997 |
| 1996  | Ku'ualoha Taylor         | Hilo                         | 25              |                                             | Miss Congeniality                        | |
| 1995  | Lynn Vesnefski           | Honolulu                     |                 |                                             | Style award                              | |
| 1994  | Nadine Atangan Tanega    | Honolulu                     | 26              | Top 12 demi-finaliste, Finie à la 12e place |                                          | Représente Hawaï à Miss International 1990 devenue 2e dauphine. She was also 3e dauphine Miss Monde America 1992 |
| 1993  | Kelly Hu                 | Honolulu                     | 24              | Top 6 finalist (4th place)                  | Miss Photogenic                          | Actrice, participation à Miss Hawaii Teen USA 1985 et Miss Teen USA 1985 |
| 1992  | Heather Hays             | Honolulu                     |                 |                                             |                                          | |
| 1991  | Kym Lehua Digmon         | Honolulu                     | 25              | Top 11 demi-finaliste (9e place)            |                                          | |
| 1990  | Leimomi Bacalso          | Ewa Beach                    |                 |                                             |                                          | |
| 1989  | Julie Larson             | Honolulu                     | 21              |                                             |                                          | Mademoiselle Hawaii America 1991, Miss Guam Hawaiian Tropic Int'l 1990 |
| 1988  | Paula Prevost            | Honolulu                     |                 |                                             |                                          | |
| 1987  | Deborah Laslo            | Haleiwa                      |                 |                                             |                                          | |
| 1986  | Toni Costa               | Kailua                       | 20              | Top 11                                      |                                          | Top 12 Miss USA in Florida, 1985 Miss United States Hawaiian Tropic, 1983 Miss Miller High Life, 3-Time Star Search Champion 1987 (overthrew Theresa Ring/Semi-finalist), Principal in Bob Marley Video "Waiting In Vain", 1988 Co-host Eye On LA, Crowned Miss Hawaii USA twice; 1985 as first runner up when Tina Machado was stripped from her crown due to an age ruling. |
| 1985  | Tina Machado             | Waipahu                      | 25              | Top 10 demi-finaliste (8e place)            |                                          | |
| 1984  | Puna Stillman            | Honolulu                     |                 |                                             |                                          | |
| 1983  | Zoe Ann Roach            | Waipahu                      |                 |                                             |                                          | |
| 1982  | Vanessa DuBois           | Honolulu                     | 23              | Top 12 demi-finaliste (8e place)            |                                          | |
| 1981  | Teri Ann Linn            | Honolulu                     | 20              | 4e dauphine                                 |                                          | Actrice dans The Bold and the Beautiful. |
| 1980  | Carol Ching              | Kaneohe                      | 23              |                                             |                                          | |
| 1979  | Blanche Leialoha Maa     | Kaneohe                      | 20              | 2e dauphine                                 |                                          | |
| 1978  | Judi Andersen            | Honolulu                     | 20              | Miss USA 1978                               |                                          | 1re dauphine de Miss Univers 1978 |
| 1977  | Cely De Castro           | Honolulu                     | 23              | Top 12 demi-finaliste, Finie à la 9e place  |                                          | |
| 1976  | Brenda Texeira           | Hilo                         | 20              |                                             |                                          | |
| 1975  | Lois Mililani Wise       | Honolulu                     | 21              | Top 12 demi-finaliste, Finie à la 7e place  |                                          | |
| 1974  | Joan Ottensmeyer,        | Kaneohe                      | 22              |                                             |                                          | |
| 1973  | Camille Deubel           | Kaneohe                      | 19              |                                             |                                          | |
| 1972  | Tanya Wilson             | Honolulu                     | 21              | Miss USA 1972                               |                                          | Top 12 demi-finaliste à Miss Univers 1972 |
| 1971  | Deborah Gibson           | Honolulu                     | 21              |                                             |                                          | |
| 1970  | Donna Hartley            | Honolulu                     | 19              |                                             |                                          | |
| 1969  | Stephanie Quintana       | Honolulu                     | 22              | Top 15 demi-finaliste, Finie à la 10e place |                                          | |
| 1968  | Carol Ann Seymour        | Waianae                      | 24              | Top 15 demi-finaliste, Finie à la 10e place |                                          | |
| 1967  | Nancy Victoria Banks     | Honolulu                     |                 |                                             |                                          | |
| 1966  | Judith Anne Wolski       | Honolulu                     | 18              | Top 15 demi-finaliste, Finie à la 8e place  |                                          | |
| 1965  | Elithe Aguiar            | Kapaa, Kauai                 | 20              | Top 15 demi-finaliste, Finie à la 8e place  |                                          | |
| 1964  | Wanda Byrd               |                              | 18              |                                             |                                          | |
| 1963  | Susan Molina             | Honolulu                     |                 |                                             |                                          | Demi-finaliste à Miss Monde USA 1963 |
| 1962  | Macel Wilson             | Honolulu                     | 19              | Miss USA 1962                               |                                          | Top 15 à Miss Univers 1962 |
| 1961  | pas de concours          | pas de concours              | pas de concours | pas de concours                             | pas de concours                          | pas de concours |
| 1960  | Gordean Lee              |                              |                 | withdrew                                    | withdrew                                 | |
| 1959  | Patricia Visser          | Honolulu                     |                 | competed as a territory at Miss Universe    | competed as a territory at Miss Universe | |
| 1958  | Geri Hoo*                | Honolulu                     | 18              | competed as a territory at Miss Universe    | competed as a territory at Miss Universe | 2nd runner-up à Miss Univers 1958 |
| 1957  | Ramona Tong              | Honolulu                     |                 | competed as a territory at Miss Universe    | competed as a territory at Miss Universe | |
| 1956  | did not compete          | did not compete              | did not compete | did not compete                             | did not compete                          | did not compete |
| 1955  | did not compete          | did not compete              | did not compete | did not compete                             | did not compete                          | did not compete |
| 1954  | did not compete          | did not compete              | did not compete | did not compete                             | did not compete                          | did not compete |
| 1953  | Aileen Lauwae Stone      | Honolulu                     |                 | competed as a territory at Miss Universe    | competed as a territory at Miss Universe | |
| 1952  | Elza Kananionapua Edsman | Honolulu                     | 19              | competed as a territory at Miss Universe    | competed as a territory at Miss Universe | 1re dauphine de Miss Univers 1952 |